# François II de Dinteville
François II de Dinteville, né le 24 juillet 1498 et mort le 27 septembre 1554 au château de Régennes à Appoigny, est un prélat français du XVIe siècle, évêque de Riez (1527-1530) puis 92e évêque d'Auxerre (1530-1554).

## Biographie
Il est le fils de Gaucher Ier de Jaucourt de Dinteville, bailli de Troyes, et d'Anne du Plessis, et il est un neveu de François de Dinteville, son prédécesseur à l'évêché d'Auxerre. Un de ses frères est Jean de Dinteville, célèbre diplomate, un des Ambassadeurs d'Holbein.
François de Dinteville étudie le droit à Poitiers et à Padoue. Louise de Savoie le choisit pour être son chapelain et son aumônier. Elle lui procure la trésorerie de Poitiers. En 1526 il est nommé évêque de Riez (Alpes-de-Haute-Provence) et en 1528 doyen d'Auxerre. Il confie l'administration de Riez à des vicaires généraux, afin de rester auprès de son oncle François, évêque d'Auxerre, en qualité de suffragant. Le jeune François de Dinteville est abbé de Montier-en-Der, de Montiéramey et de Montier-la-Celle.
Il succède à son oncle comme évêque d'Auxerre en 1530. En 1531 le roi François Ier l'envoie à Rome en qualité d'ambassadeur pour y négocier le mariage de son fils Henri avec Catherine de Médicis, nièce du pape Clément VII. Dès avant ce voyage d'ambassade, Dinteville II place Filbert de Beaujeu évêque de Bethléem comme suffragant pour les fonctions épiscopales : deux commissions données à Filbert de Beaujeu par Guillaume Chausson vicaire général en septembre et octobre 1530 indiquent que Dinteville II est déjà absent de son diocèse à cette date, avant d'avoir pris le chemin de Rome. La première commission, du 27 septembre, concerne la réconciliation de l'église Saint-Eusèbe souillée par du sang versé, avec le pouvoir de conférer la prêtrise à deux diacres étrangers ; et la deuxième commission, du 2 octobre, ordonne la réconciliation du cimetière de l'église de Breteau pareillement souillé. Il est probable que Dinteville maintienne Beaujeu dans cette fonction pendant plusieurs années car il effectue plusieurs voyages en regard d'un bâtiment qu'il entreprend de faire construire à Tonnerre. On note entre autres en 1548 Filbert de Beaujeu effectuant par ordre de Dinteville II une réconciliation de cimetière (à la suite d'une profanation) à Jussy et, le 3 novembre de cette année-là, la dédicace de l'église paroissiale de Sailly-les-Bois,.
Lors de son voyage à Rome, il obtient également du pape : que l'abbaye de Vézelay soit sécularisée, sous prétexte qu'elle va être le siège d'un évêché ; l'exécution du concordat fait sous Léon X ; le renvoi hors cour de Rome de l'affaire du mariage du roi d'Angleterre Henri VIII ; et l'autorisation du pape pour Louis de Husson évêque de Poitiers et sous-diacre de se marier afin de soutenir sa famille.
Élu président des États de Bourgogne, lorsque le duc de Guise est gouverneur de cette province, il consent à ce que celle-ci paye la sixième partie de l'imposition de tout le royaume et, par là, il cause une surcharge pour la province.
En 1539, Dinteville tombe dans la disgrâce du roi François. Il est accusé d'avoir été impliqué, ainsi que ses deux frères Guillaume et Gaucher II, dans le crime d'un seigneur italien nommé Sébastien Montecuculli, condamné à mort en 1536 pour avoir empoisonné François, duc de Bretagne, dauphin du Viennois et fils aîné du roi, et avoir voulu également attenter à la vie du monarque lui-même. Dinteville se réfugie à Rome en 1539. On met sa tête à prix en France et l'on saisit tout son temporel. L'innocence de François de Dinteville est reconnue et le prélat peut revenir dans son diocèse en 1542. Pendant son absence, Pierre de Mareuil évêque de Lavaur (1542-1557) a été nommé administrateur du siège d'Auxerre et ne veut point lui rendre la jouissance de son évêché. Dinteville proteste et parvient à rentrer dans ses droits.
En 1548, sur ordre du Parlement, il réforme sur plusieurs années le monastère Saint-Laurent-lès-Cosne et en profite pour faire de même pour le monastère Saint-Julien d'Auxerre, ces deux établissements se trouvant en état avancé de laisser-aller,.
François de Dinteville fait plusieurs embellissements dans sa cathédrale. Comme son oncle, il contribue à l'achèvement de la tour. Il donne en 1543 une somme assez importante pour orner l'église de différentes peintures. Il fait aussi embellir les murs de la chapelle de Saint-Germain avec des fresques.
Dinteville s'oppose aux progrès du protestantisme dans son diocèse. Il organise notamment un synode en 1552 et fait des réformes dans plusieurs monastères.
À sa mort, deux évêques in partibus suppléent à l'épiscopat vacant : en 1554 Filbert de Beaujeu, toujours évêque de Bethléem, pour les ordinations ; et frère Philippe évêque de Philadelphie pour les visites du diocèse en 1556.